# Relaciones entre Liechtenstein y Venezuela
Las relaciones Venezuela-Liechtenstein son las relaciones bilaterales entre el Principado de Liechtenstein y la República Bolivariana de Venezuela. Ni Liechtenstein ni Venezuela tienen embajadas en el otro, sin embargo la embajada de Venezuela en Suiza está acreditada para Liechtenstein, y la embajada suiza en Venezuela representa también a Liechtenstein.

## Misiones diplomáticas
- La embajada de Venezuela en Suiza concurre con representación diplomática a Liechtenstein.
- La embajada de Suiza en Venezuela y la embajada de Liechtenstein en Estados Unidos concurre con representación diplomática a Venezuela.

- Datos: Q55397739